# 卡尔韦内站
卡尔韦内站是叶尔加瓦-利耶帕亚铁路线上的一个火车站；车站建于1929年并于同年的9月25日对公众开放；车站附近的居民点是卡尔韦内斯车站村。